# Hoofdpostkantoor (Groningen)
Het (voormalige) Hoofdpostkantoor in Groningen is een bouwwerk van de toenmalige rijksbouwmeester C.H. Peters. Het pand is ontworpen in de trant van de neogotiek en is sinds 1995 ingeschreven in het Monumentenregister als een rijksmonument. Het staat sinds 1909 aan de Munnekeholm op de hoek met de Schuitemakerstraat. Daarvoor stond hier het Aduarderhuis of West-Indisch Huis, waar onder andere het kantoor van de Kamer van de WIC in Groningen en het Academisch Ziekenhuis gevestigd waren.

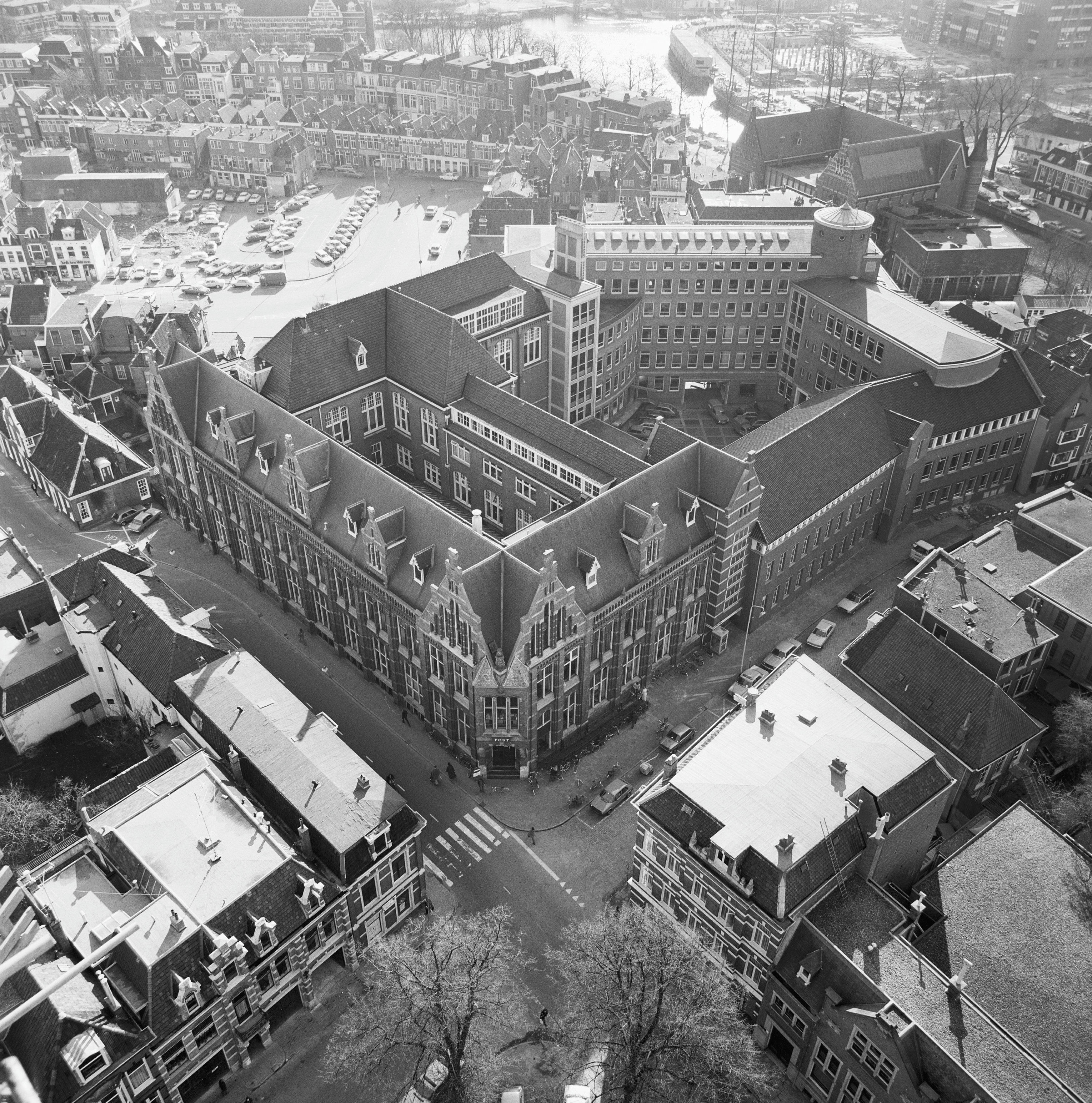
Bovenaanzicht vanaf de A-kerktoren (1980)
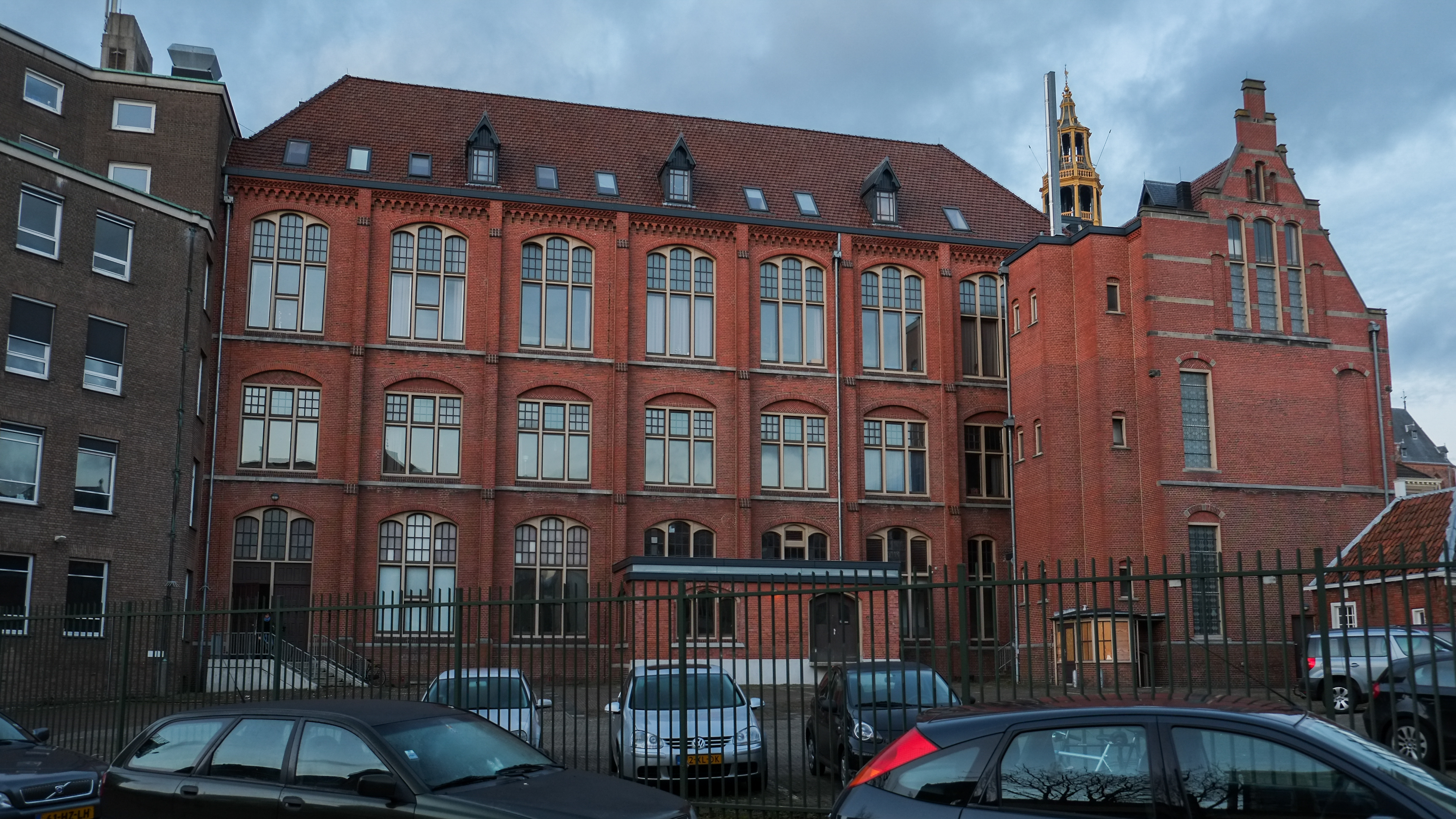
Zijaanzicht
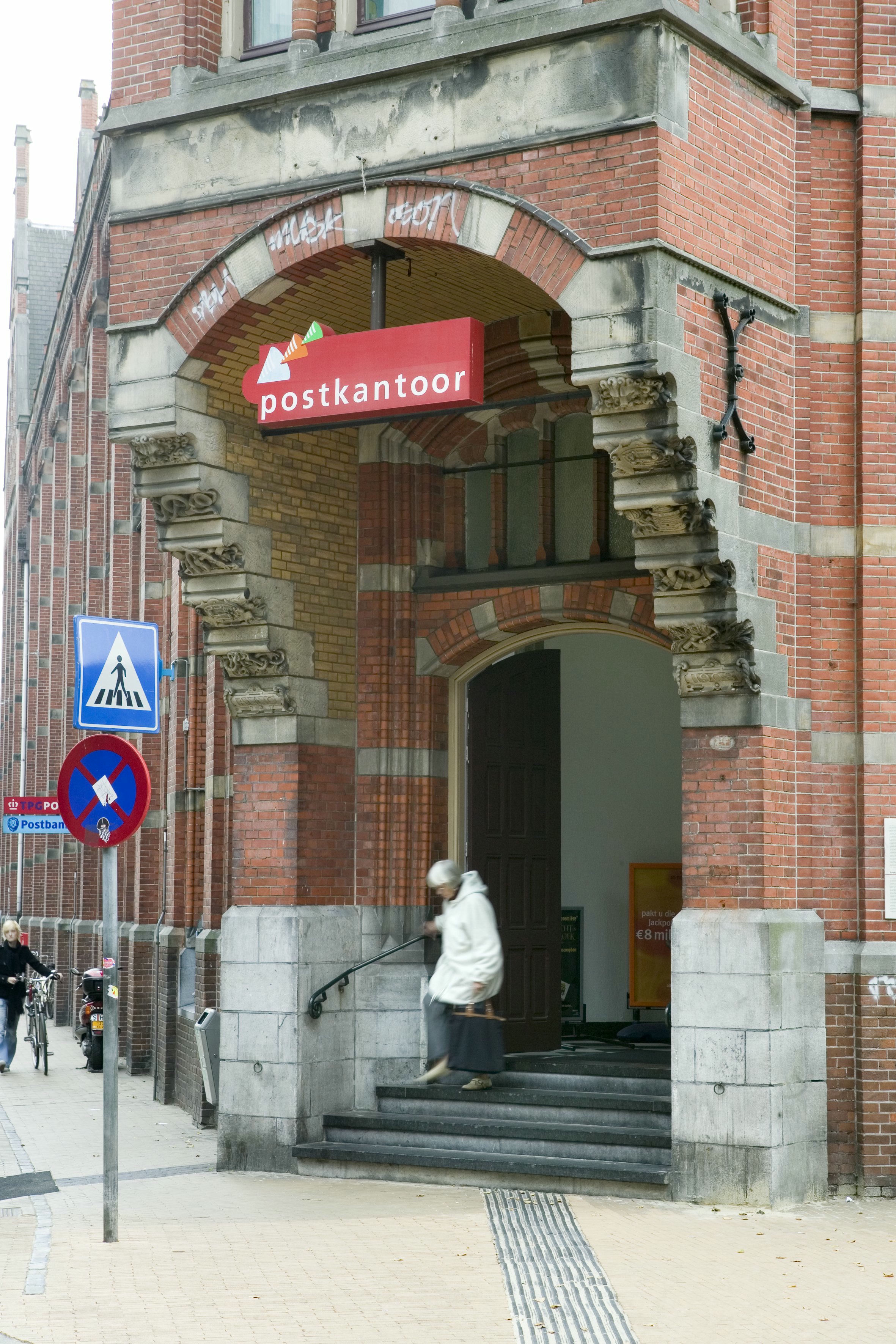
Ingang (2006)
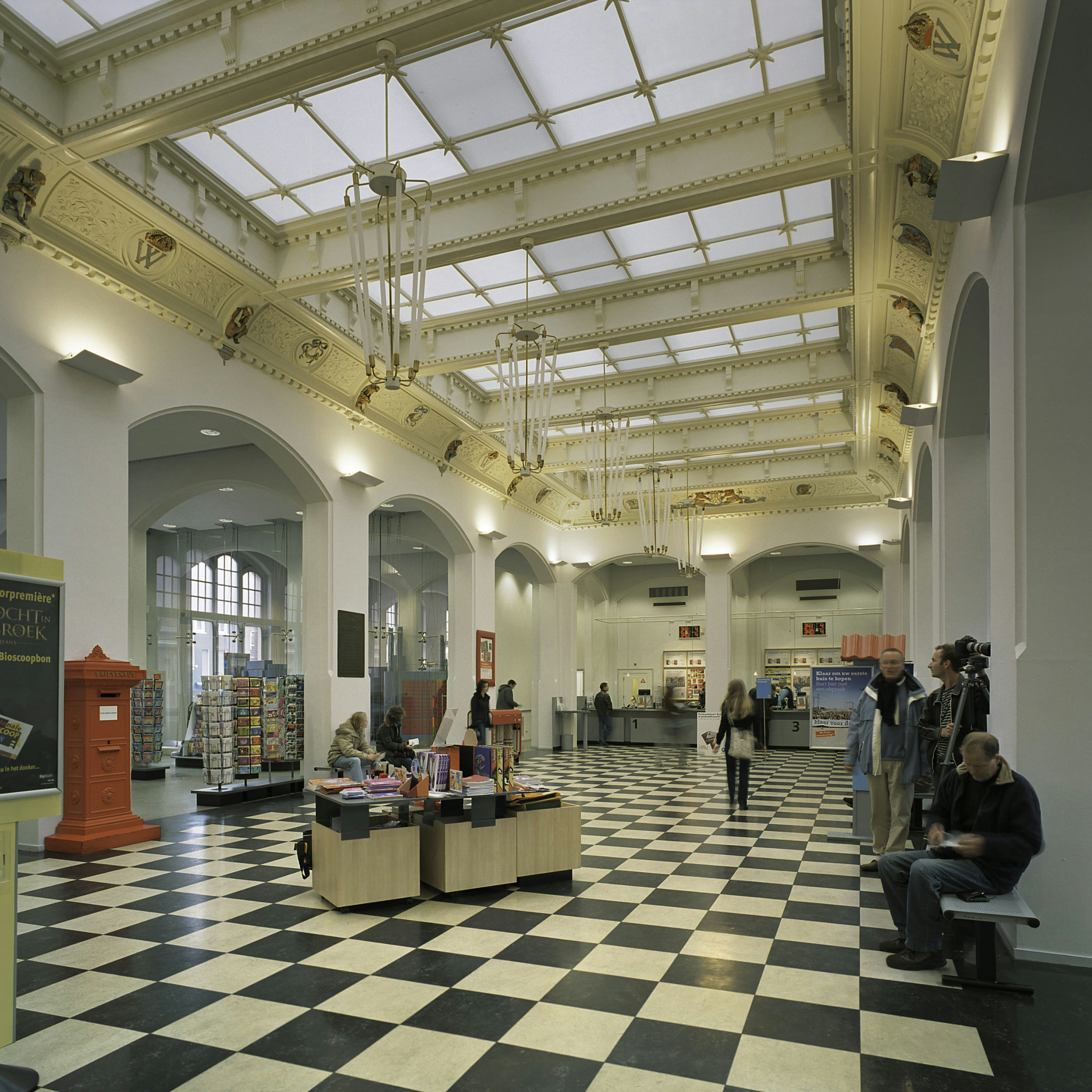
Interieur met op de achtergrond de loketten (2006)
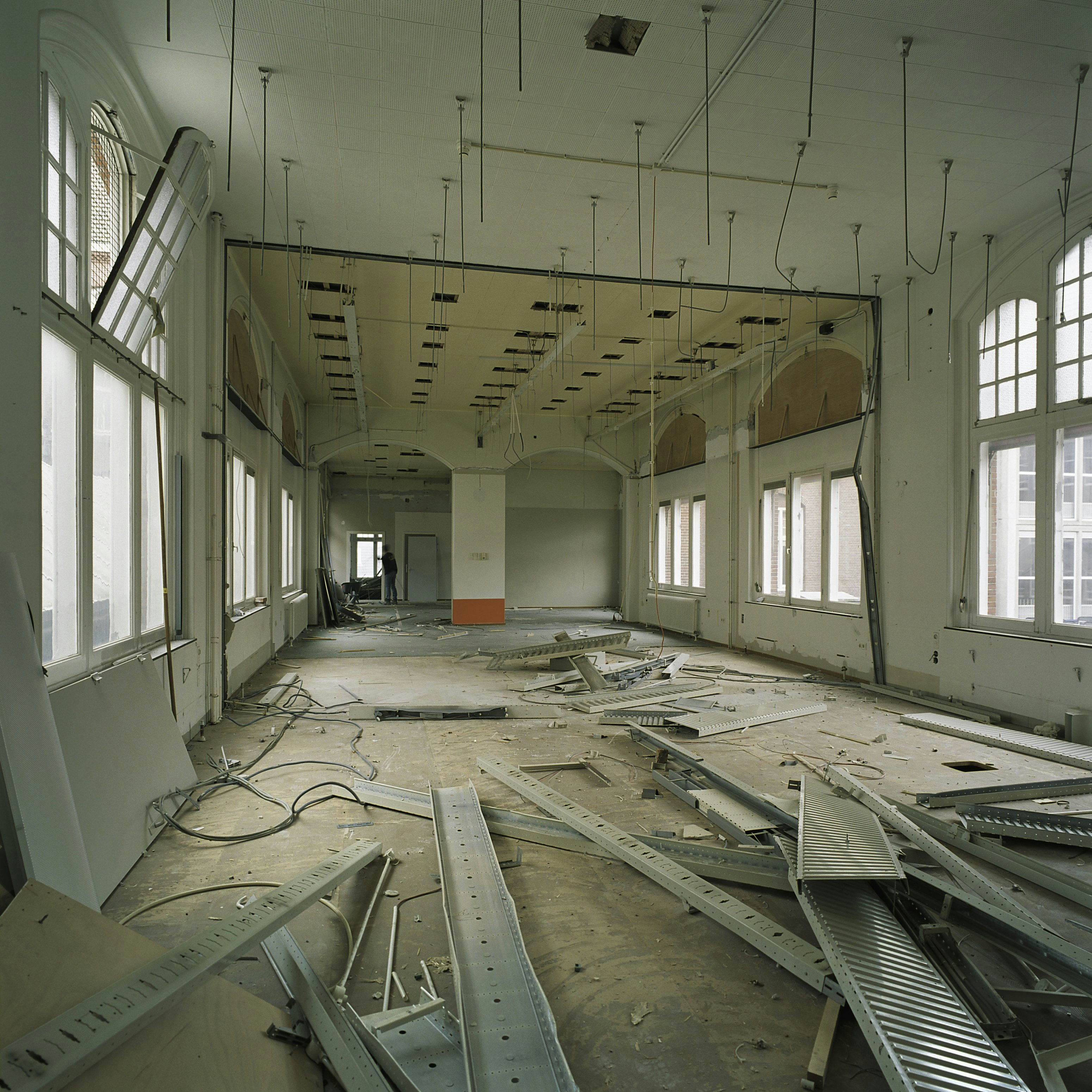
Interieur van een van de ruimten tijdens de verbouwing tot appartementen (2006)